# Suberina
La suberina es un polímero natural (biopolímero) producido por las paredes celulares de algunas células de las plantas y que es pobremente comprendido. Al igual que la cutina, la suberina es formada por ácidos grasos hidróxidos y epóxidos unidos por enlaces éster. La diferencia es que la suberina contiene ácidos dicarboxílicos, una mayor cantidad de componentes de cadena larga y una cantidad significativa de compuestos fenólicos como parte de su estructura.

## Introducción
La suberina es un biopolímero que actúa como barrera entre las plantas y el ambiente. Conforma hasta un 50% de la composición química de las paredes de células suberizadas. Algunas plantas tienen cantidades sigificativas de células suberizadas; como la corteza de unas pocas especies de árboles. El tipo más familiar es el denominado corcho. Además, las células suberizadas se pueden encontrar en otros tejidos vegetales como la epidermis e hipodermis de la raíz, el haz de la vaina, endodermis de los pastos, el tejido de abscición (la parte donde se desprenden las hojas) así como en la cicatrices y en la banda de Caspary de la endodermis de la raíz (donde forma la barrera entre el apoplasto de la corteza y el de la estela).

## Composición de losmonómeros

Fórmula desarrollada del glicerol

Representación de la molécula del glicerol

Suberina es, in situ, un polímero insoluble y su obtención a partir de tejidos suberizados es lograda mediante reacciones de despolimerización. Dicha despolimerización se realiza por cualquier reacción que rompa enlaces éster, como la hidrólisis, alcohólisis e hidrogenólisis. la mezcla resultante puede ser analizada por cromatografía de gas acoplada a espectometría de masas (GC-MS). El glicerol es una de los principales monómeros de la suberina (en algunas especies), tanto que puede llegar a representar hasta el 26% del total de la mezcla de los monómeros; sin embargo, los α-ω diácidos de cadena larga y los α-ω hidroxiácidos de cadena larga son importantes también. Además la suberina presenta pequeñas cantidades de 1-alcanoles y 1-ácidos alcanoicos.

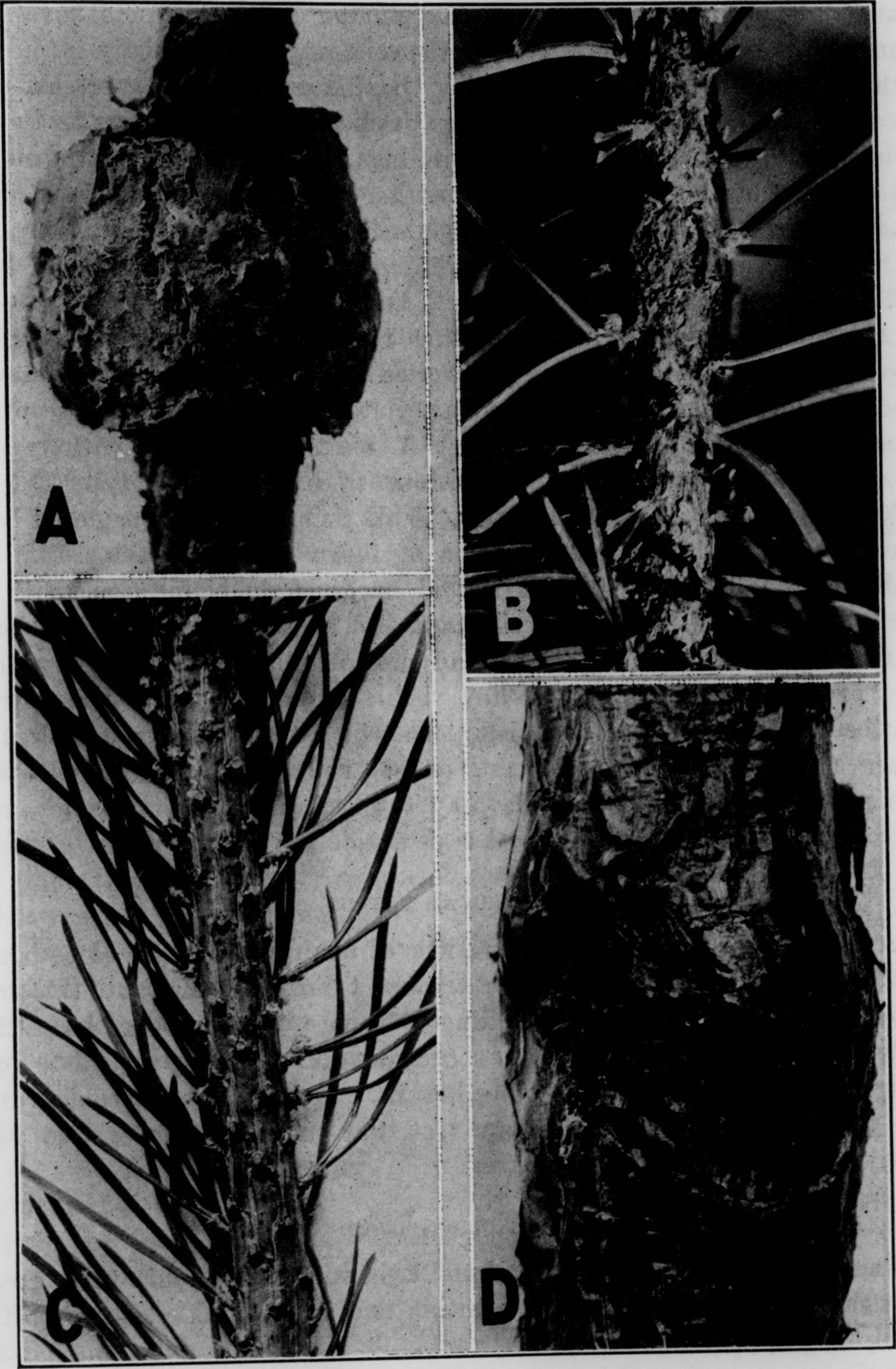

Con lo que se sabe a la fecha se ha propuesto un modelo tentativo sobre la composición macromolecular de la suberina. En este modelo el poliéster alifático de suberina corresponde a la lamela de las paredes celulares de células suberizadas. Los monómeros de cadena larga estarían orientados al plano de la lamela con sus cadenas extendidas. Los monómeros de suberina de cadena larga tienen longitudes de cadena de 16, 18 y 22 carbonos. Los 1-alcanoles y las 1-ácidos alcanoicos, los cuales no pueden contribuir al crecimiento del biopolímero debido a que solo tienen un solo grupo funcional, están presentes en pequeñas cantidades.

## Biosíntesis y deposición
A pesar de su importancia fisiológica su biosíntesis y deposición permanecen enigmáticas. Sin embargo, se ha propuesto un modelo, basado en Arabidopsis para estos dos fenómenos fisiológicos.

## Aplicaciones

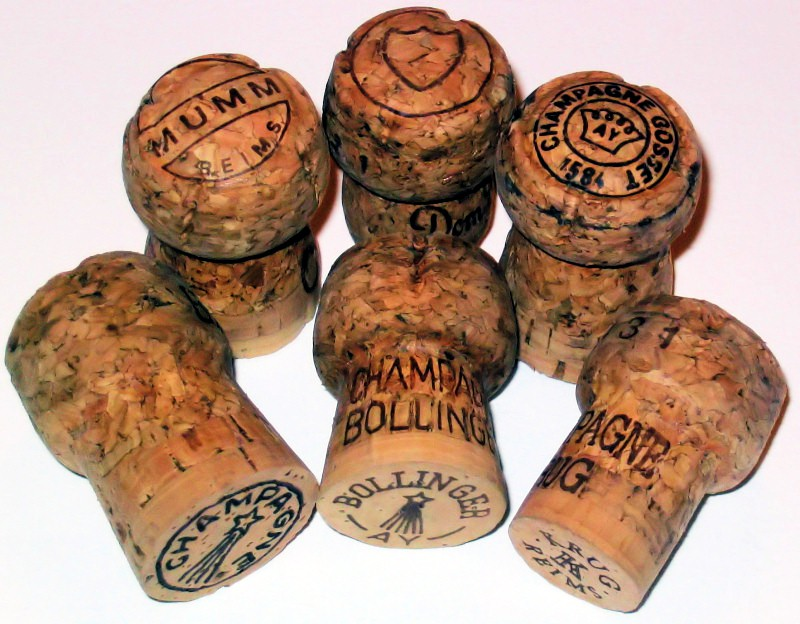
Corchos de champán.

La estructura, única, de la suberina y la singularidad de algunos de sus monómeros constituyentes permite múltiples usos potenciales. Por ejemplo, la suberina es parte importante del corcho. Debido a las propiedades dadas por las paredes de las células suberizadas y su estructura celular asociada el corcho tiene propiedades como: baja densidad, baja permeabilidad a los gases y agua, baja conductividad del calor (por lo que protege al árbol frente a incendios), alta elasticidad y estabilidad química. Por lo anterior el corcho ha sido usado en una miríada de productos entre los que destacan los glóbulos aglutinantes, paneles para paredes y pisos, sellador de motores (en combinación con neoprenos). Además, los productos de la suberina tienen implicaciones farmacéuticas; se ha visto que la suberina inhibe la mutagénesis y trabaja como un absorbente de carcinogénesis.